# ان‌جی‌سی ۷۶۱۹
ان‌جی‌سی ۷۶۱۹ (انگلیسی: NGC 7619) یک کهکشان بیضوی است که در صورت فلکی اسب بزرگ واقع شده است. کهکشان‌های NGC 7619 و NGC 7626 درخشان‌ترین اعضای خوشه کهکشانی پگاسوس هستند که هر دوی آنها توسط ویلیام هرشل در ۲۶ سپتامبر ۱۷۸۵ کشف شدند.